# Кросби (аэропорт)
Муниципальный аэропорт Кросби (англ. Crosby Municipal Airport), (FAA LID: D50) — государственный гражданский аэропорт, действующий с 1937 года. Расположен в 1,6 километрах к северу от центрального делового района города Кросби (Северная Дакота), США..

## Операционная деятельность
Муниципальный аэропорт Кросби занимает площадь в 88 гектар, расположен на высоте 594,4 метров над уровнем моря и эксплуатирует две взлётно-посадочные полосы:
- 12/30 размерами 1158 х 18 метров с асфальтовым покрытием;
- 3/21 размерами 823 x 30 метров с торфяным покрытием.

За период с 27 октября 2010 года по 27 октября 2011 года Муниципальный аэропорт Кросби обработал 2950 (57 в неделю) операций взлётов и посадок воздушных судов:
- местная авиация общего назначения - 1800 (61%)
- транзитная авиация общего назначения - 800 (27%)
- аэротакси - 300 (10%)
- военная авиация - 50 (2%)[1].

## Факты
14 воздушных судов базируются на территории аэропорта:
- одномоторный - 13
- моногомоторный - 1[1].